# Улица Шабалина (Мурманск)
Улица Шабалина — улица в Первомайском округе Мурманска. Является продолжением улицы Капитана Копытова и совместно с ней соединяет Кольский проспект с автодорогой «Кола» через Восточно-Объездную дорогу. Район расположения улицы — бывший поселок Южное Нагорное, один из старейших микрорайонов Мурманска, полностью перестроенный в 70—80-х годах XX века.
Улица Шабалина начинается с перекрёстка улиц Героев Рыбачьего и Капитана Копытова — там, где некоторое время находилась южная конечная троллейбусных маршрутов. Направление улицы с запада на восток. На пересечении с Восточно-Объездной дорогой (бывшее Ленинградское шоссе) в 2016 году сооружена транспортная развязка и надземный пешеходный переход. За Восточно-Объездной дорогой продолжается проездом Автомобилистов в городе Коле. Длина улицы около 0,9 км.
Улица возникла в начале 1980-х годов при строительстве 310-го и 311-го микрорайонов города. Получила название по решению Мурманского облисполкома 9 апреля 1982 года в честь советского флотоводца, дважды Героя Советского Союза Александра Осиповича Шабалина вскоре после его смерти. Александр Шабалин провёл Великую Отечественную войну на катерах Северного флота, защищая от неприятеля Заполярье. После окончания войны неоднократно бывал в Мурманске, считал столицу Заполярья родным городом.
Застройка типичная для Мурманска 80-х годов XX века. Жилые дома панельные, в основном девятиэтажные (дом № 4 — пятиэтажный, дом № 63 — десятиэтажный), объединённые в скобы. Они расположены преимущественно с юга от улицы (310-й микрорайон, нечётная нумерация). Северная сторона (чётная нумерация) застроена в основном нежилыми зданиями. На ней расположены пожарная часть, предприятие жилищно-коммунального хозяйства и авторемонтные мастерские, а также единственный жилой дом № 4 (при воинской части). Наряду с жилыми домами на улице по проекту были построены отдельные здания универсама № 90 (ныне универсам «Пятёрочка») и детского сада «Тополёк», а также встройки к четырём скобам, в которых разместились библиотека, хозяйственный магазин, молочная кухня (ныне ветеринарная станция) и отделение Сбербанка (ныне алкогольный магазин). 

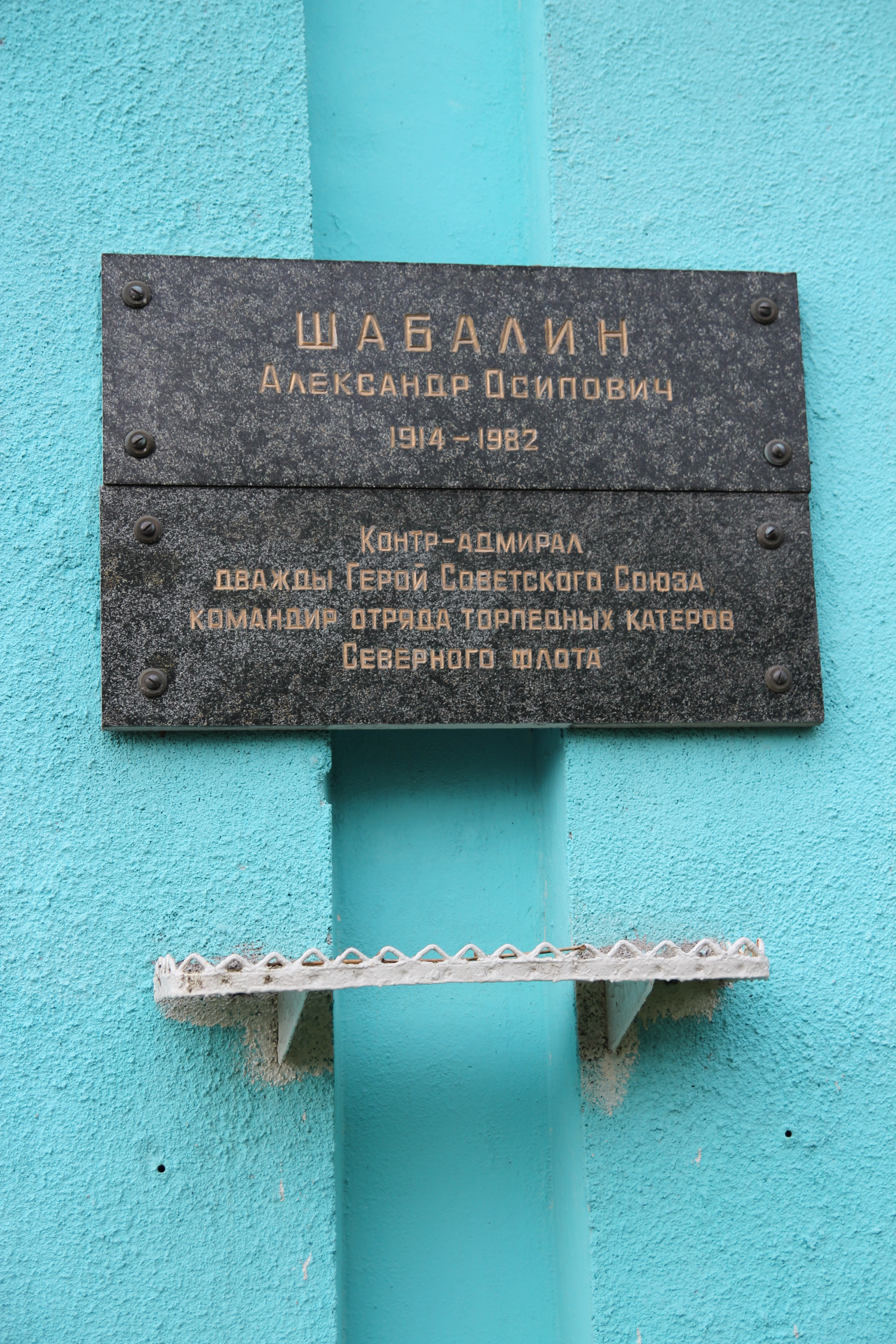
Мемориальная доска А. О. Шабалину

На доме № 7 в 1984 году была открыта мемориальная доска А. О. Шабалину, а в сквере на улице 11 сентября 2018 года открыт памятник контр-адмиралу. У пожарной части 29 апреля 2009 года открыт памятник пожарным, погибшим в мирное время.
Общественный транспорт по улице не ходит. Ближайшие автобусные и троллейбусные остановки находятся на улице Героев Рыбачьего.